# Sinarbakti
Sinarbakti is een bestuurslaag in het regentschap Cianjur van de provincie West-Java, Indonesië. Sinarbakti telt 2561 inwoners (volkstelling 2010).